# Pogorzała
Pogorzała [pɔgɔʐawa] (deutsch: Seifersdorf) ist ein Ort in der Landgemeinde Świdnica (Schweidnitz) im Powiat Świdnicki der Woiwodschaft Niederschlesien in Polen. 

## Lage
Pogorzała liegt neun Kilometer südwestlich von Świdnica (Schweidnitz).
Nachbarorte sind Witoszów Górny (Ober Bögendorf) im Nordosten, Modliszów (Hohgiersdorf) im Südosten, Poniatów (Seitendorf) im Südwesten, Szczawienko (Niedersalzbrunn) im Westen. 

## Geschichte

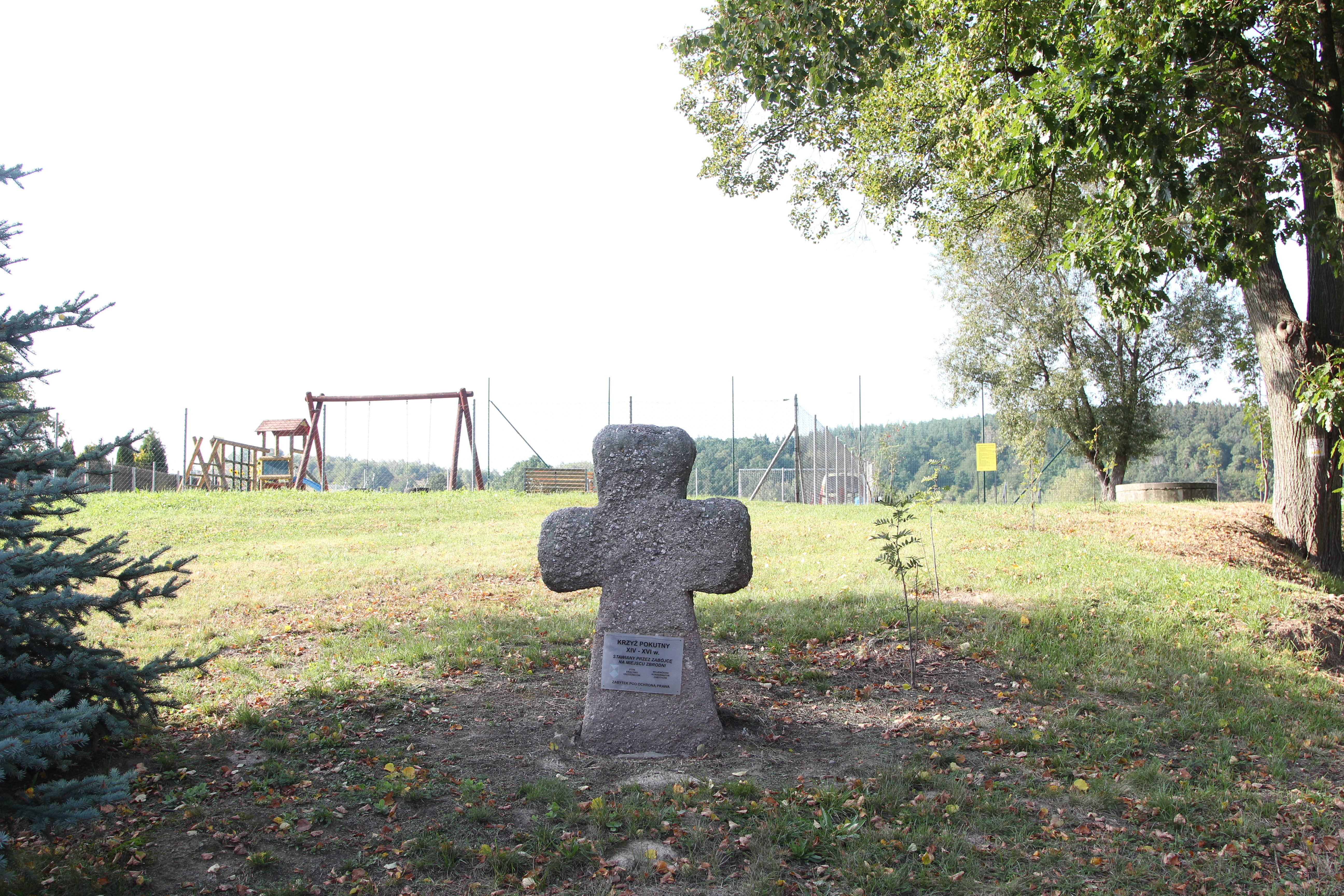
Sühnekreuz in Pogorzała

Seifersdorf gehörte 1484 dem George von Czettritz. Dessen Sohn Hermann von Czettritz verkaufte 1545 die Hälfte des Dorfes an Christoph von Hohberg auf Fürstenstein. 1562 folgten ihm der Landeshauptmann und der böhmisch-königliche Rat Kunz von Hohberg und 1565 dessen Sohn Heinrich von Hohberg auf Fürstenstein und Oels. Er verkaufte 1599 die Hälfte des Dorfes seinem Schwager George von Kuhl auf Kammerau und Bögendorf. Dieser hatte von den Czettritz auch die andere Hälfte erworben. Seine Witwe Katharina von Kuhl geborene von Zedlitz veräußerte 1622 das ganze Dorf an den Rat der Stadt Schweidnitz. Seifersdorf wurde somit Kämmereidorf von Schweidnitz.
Nach dem Ersten Schlesischen Krieg 1742 fiel Seifersdorf mit dem größten Teil Schlesiens an Preußen. 1785 befanden sich in Seifersdorf eine Schule, zwei Vorwerke, 17 Bauern, drei Gärtner, 27 Häusler, eine Wassermühle, eine Schölzerei und 348 Einwohner. 1845 waren es 62 Häuser, eine Freischoltisei, drei Lehngüter, 495 Einwohner, davon 79 katholisch und der Rest evangelisch, eine evangelische Schule mit einem Lehrer unter der Kollatur des Schweidnitzer Magistrates, eine Wassermühle, eine Brauerei, 33 Baumwoll- und 16 Leinwandstühle, 26 Handwerker und einen Uhrmacher. Zur Gemeinde gehörten damals die zwei Vorwerke Ober- und Niedervorwerk. 
Seifersdorf gehörte bis 1945 zum preußischen Landkreis Schweidnitz. 1874 wurde aus den Landgemeinden Seifersdorf, Ober Bögendorf und dem Gutsbezirk Ober Bögendorf der Amtsbezirk Seifersdorf gebildet.
Als Folge des Zweiten Weltkriegs fiel Seifersdorf 1945 mit dem größten Teil Schlesiens an Polen. Nachfolgend wurde es in Pogorzała umbenannt. Die deutschen Einwohner wurden, soweit sie nicht vorher geflohen waren, 1945–46 weitgehend vertrieben. Die neu angesiedelten Bewohner waren zum Teil Vertriebene aus Ostpolen, das an die Sowjetunion gefallen war. Von 1975 bis 1998 gehörte Pogorzała zur Woiwodschaft Breslau.

### Religion
In der Reformationszeit traten die Einwohner zum lutherischen Glauben über. Seifersdorf hielt sich zunächst zur evangelischen Kirche in Hohgiersdorf, nachdem diese rekatholisiert wurde seit 1654 zur Friedenskirche Schweidnitz. Die katholischen Einwohner waren zur Pfarrkirche St. Nikolai und Katharina in Nieder-Bögendorf gepfarrt. Die preußische Herrschaft ermöglichte der protestantischen Gemeinde 1742 im nahe gelegenen Dittmannsdorf ein Bethaus zu erbauen. Seit 1842 besaß der Ort einen eigenen Begräbnisplatz, dessen Grundstück ein Gutsbesitzer Klust angekauft hatte.

## Sehenswürdigkeiten
- Sühnekreuz

## Söhne des Ortes
- Hellmut Froböß (1884–1956), Polizeipräsident von Danzig und Präsident des Oberlandesgerichts Posen.